# Adélaïde-Louise d’Eckmühl de Blocqueville

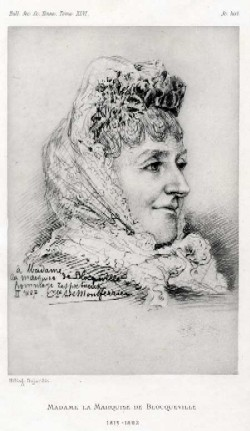
Marquise de Blocqueville, Künstler und Datum unbekannt

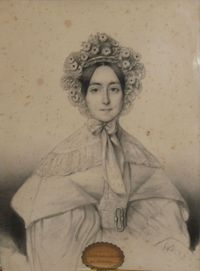
Marquise de Blocqueville, Künstler und Datum unbekannt

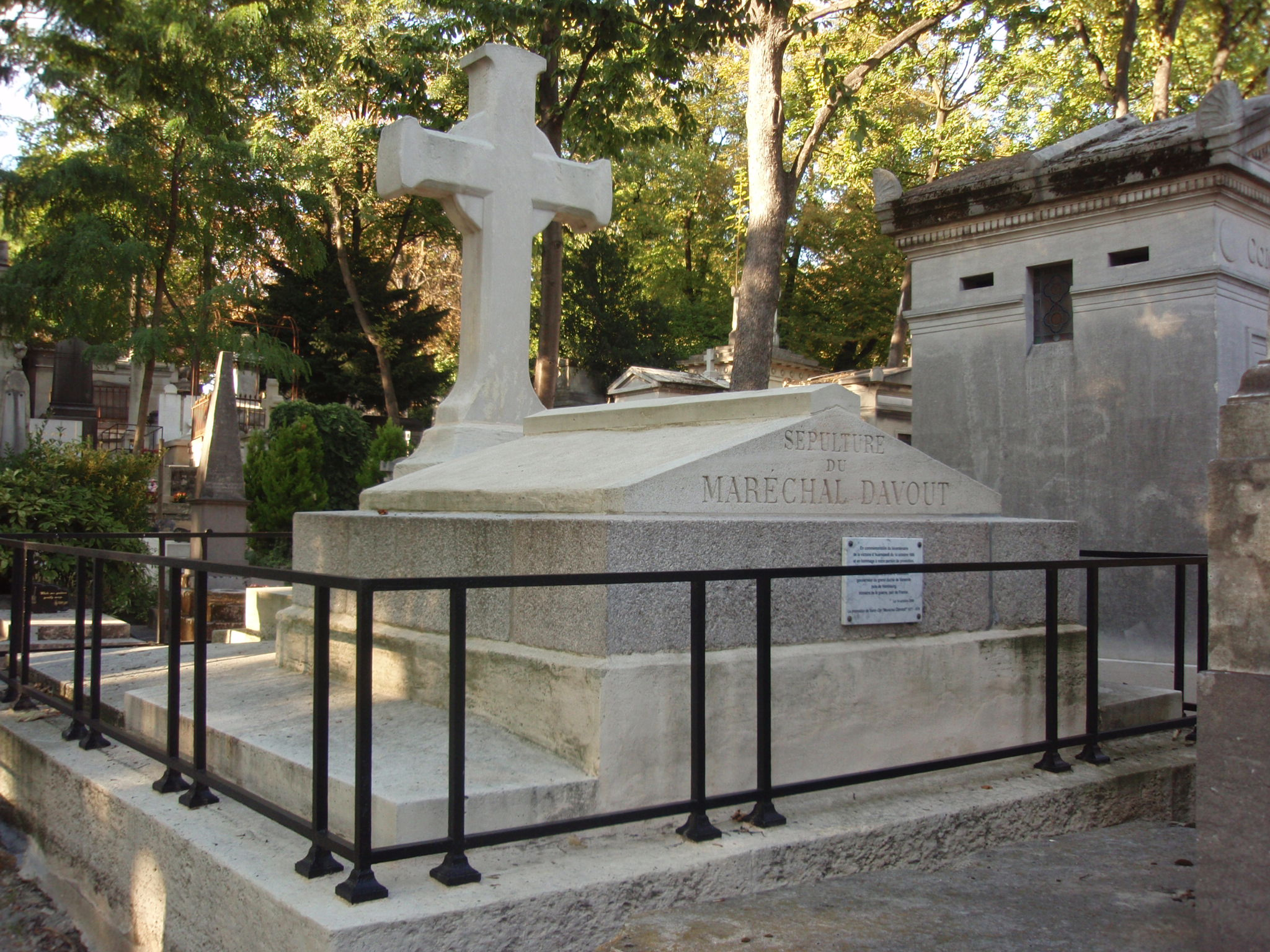
Grab der Familie Davout auf dem Cimetière du Père-Lachaise, 28. Abteilung

Adélaïde-Louise d’Eckmühl de Blocqueville (* 8. Juli 1815 in Paris; † 6. Oktober 1892 in Villers-sur-Mer) war eine französische Schriftstellerin, Dichterin und Salonnière. Sie war die letzte Tochter von Louis-Nicolas Davout und widmete einen großen Teil ihres Lebens der Erinnerung an Napoleons „glorieux Maréchal“.

## Biographie
Adélaïde-Louise Davout heiratete 1835 einen sechsundzwanzig Jahre älteren Feldmarschall, Edmond François de Coulibœuf, Marquis de Blocqueville. Sie war Teil des Hofstaats von Louis-Philippe I. und gewann die Freundschaft von Königin Maria Amalia. Ihren ersten Roman, Perdita, veröffentlichte sie 1859. Als sie 1861 Witwe wurde, hielt sie in ihrem Pariser Haus einen Salon ab, in dem sich zahlreiche Persönlichkeiten aus Politik, Kunst und Literatur trafen, darunter Jean-Auguste-Dominique Ingres, Adolphe Thiers, Jean Baptiste Henri Lacordaire, Octave Feuillet, Elme-Marie Caro, Charles Beulé, Victor Cousin, Camille Saint-Saëns oder Franz Liszt. Letzterer komponierte 1868 zu Ehren der Marquise mit anderen ein kleines musikalisches Porträt. Einer der eifrigsten Besucher war Jules Claretie, der schrieb:

„Son salon du quai Malaquais fut un des derniers salons parisiens où l'on pût causer non seulement des petits événements de la journée mais des hautes questions littéraires, sans l'ombre de pédantisme ou d'apprêt. […] La fille de Davout y occupait, au premier étage, un appartement meublé avec un goût exquis, le salon, tout peuplé des souvenirs de l'Empire, donnant sur un boudoir tendu de soieries chinoises précieusement brodées. […] Ce salon de Mme de Blocqueville avait sa physionomie particulière, avec la statue de bronze de Davout, qui, la main sur son bâton de maréchal, semblait présider aux réunions de la marquise.“

„Ihr Salon am Quai Malaquais war einer der letzten Pariser Salons, in dem man sich nicht nur über die kleinen Ereignisse des Tages, sondern auch über hohe literarische Fragen unterhalten konnte, ohne einen Hauch von Pedantismus oder Appretur. [...] Davouts Tochter bewohnte im ersten Stock eine mit exquisitem Geschmack eingerichtete Wohnung, der Salon, der ganz von Erinnerungen an das Kaiserreich bevölkert war und auf ein Boudoir hinausging, das mit kostbar bestickten chinesischen Seidenstoffen ausgekleidet war. [...] Dieser Salon von Frau de Blocqueville hatte seine eigene Physiognomie mit der Bronzestatue von Davout, der, die Hand auf seinem Marschallstab, den Sitzungen der Marquise vorzustehen schien.“

1874 veröffentlichte die Marquise Les Soirées de la villa des Jasmins, in dem sie vier Freunde porträtierte, „die sich über die Seele und ihre Schicksale, die unergründlichen Geheimnisse des menschlichen Herzens unterhalten und tausend verschiedene Fragen der Philosophie, der Literatur und der Kunst erörtern“. Der Kritiker des Journal des sçavans schrieb, man finde „inmitten vieler Längen viele großzügige Ideen, edle Impulse, feine Beobachtungen, gerechte und hohe Gedanken“.
Ab 1879 veröffentlichte sie mehrere Bände, die dem Andenken ihres Vaters gewidmet waren, sowie mehrere Gedichtbände. In der Académie des Jeux floraux, die ihr 1878 den Titel Maître ès jeux verliehen hatte, richtete sie 1880 den „Eckmühl-Preis“ ein, einen alle zwei Jahre stattfindenden Wettbewerb, bei dem der beste Essay über ein Thema der christlichen Philosophie mit einem „Goldjasmin“ ausgezeichnet wurde. Anschließend gründete sie ein Museum, die Salle d’Eckmühl in Auxerre, dem sie zahlreiche Familienandenken schenkte. 1885 hinterließ sie in ihrem Testament eine Summe von 300.000 Francs, die für den Bau des berühmten Phare d’Eckmühl in Penmarch bestimmt waren.
Sie wurde im Familiengrab auf dem Friedhof Père-Lachaise beerdigt.

## Werke
- Perdita (1859, Online)
- Chrétienne et musulman (1861). Neuausgabe 1892 unter dem Titel Stella et Mohammed, ou Chrétienne et musulman. (Online)
- Le Prisme de l'âme, étude (1863)
- Rome (1865, Online)
- Les Soirées de la villa des Jasmins (4 Bände, 1874)
- Le Maréchal Davout, prince d'Eckmühl, raconté par les siens et par lui-même (4 Bände, 1879–1880)
- Roses de Noël. Pensées d'hiver (1884)
- Pensées d'un pape (Clément XIV), publiées par la Mise de Blocqueville (1885)
- A.-L. d'Eckmühl, Mise de Blocqueville. Le maréchal Davout, prince d'Eckmühl. Correspondance inédite, 1790-1815. Pologne, Russie, Hambourg (1887, Online)
- Chrysanthèmes, pensées d'automne (1888)
- À travers l'Invisible (1891)
- Pensées et souvenirs (1894)
- Un prêté rendu, proverbe (o. D.)